# Callistethus microcephalus
Callistethus microcephalus är en skalbaggsart som beskrevs av Hermann Burmeister 1844. Callistethus microcephalus ingår i släktet Callistethus och familjen Rutelidae. Inga underarter finns listade.